# Die heilige Cäcilia
Die heilige Cäcilia (auch Die heilige Cäcilie) ist eine Oper in vier Akten von Anton Urspruch auf ein eigenes Libretto. Er konnte bis zu seinem Tod 1907 nur die Partitur des ersten Akts fertigstellen. Die übrigen Teile sind als Particell überliefert. Die szenische Uraufführung der von Ulrich Leykam vervollständigten Oper fand erst am 21. November 2021 in der Gebläsehalle der Henrichshütte in Hattingen statt.

## Handlung

### Erster Akt
Freier Platz vor dem Amphitheater; zu beiden Seiten breite, nach oben führende Treppen; in der Mitte ein großes verhülltes Eingangstor
Szene 1. Aufgebrachtes römisches Volk verhöhnt eine Gruppe zum Tode verurteilter Christen, bis Trompeten die Ankunft des Präfekten Almachius und seiner Leute verkünden.
Szene 2. Der römische Soldat Valerian trifft an der Spitze einer Kriegertruppe ein, in der sich auch sein Bruder Tiburtius befindet. Er zeigt sich erschüttert über das Geschehen und befürchtet ein sinnloses „Schlachten“ der Gefangenen. Almachius bestätigt jedoch das Urteil. Immerhin erreicht Valerian, dass den Todgeweihten noch eine letzte Mahlzeit und Wein gewährt wird.
Szene 3. Die junge Patrizierin und Vestalin Cäcilia erscheint mit einem Gefolge von Jungfrauen. Sie gilt als „Roms schönste Tochter“ und wird sowohl von Valerian als auch von Almachius begehrt. Valerian bittet sie, den Gefangenen ihre letzte Labung zu reichen. Trotz des Murrens der Umstehenden erfüllt sie diese Aufgabe mit großem Einfühlungsvermögen und spricht den Verurteilten Mut zu. Ein Greis rät ihr, den Bischof an der Via Appia außerhalb der Stadt zu besuchen. Dort werde sie Erlösung finden. Almachius unterbricht schließlich die Szene und lässt die Christen in die Arena führen.
Szene 4. Die Vorhänge vor der Pforte werden zurückgezogen und geben den Blick in das voll besetzte Amphitheater frei. Die Krieger Valerians und Tiburtius’ führen die Verurteilten hinein. Die Römer und Cäcilias Gefolge verteilen sich in den Rängen. Nur Cäcilia bleibt unbemerkt zurück. Als die Todgeweihten den Kaiser mit den bekannten Worten grüßen, wird sie von Mitleid überwältigt.
Szene 5. Nach dem Schließen des Tores denkt Cäcilia erschüttert über das Geschehen nach. Valerian verlässt das Theater über eine der Seitentreppen und gesellt sich zu ihr. Er zeigt sich beeindruckt von ihrem Verhalten und wirbt um ihre Liebe. Währenddessen künden Rufe des Chores vom Fortgang der Hinrichtungen.
Szene 6. Volksmengen steigen von den Treppen des Amphitheaters herab. Die Pforte wird wieder geöffnet, und der Kaiser tritt unter Jubelrufen mit seinem prächtig gekleideten Gefolge heraus. Cäcilia fühlt sich immer stärker zum christlichen Glauben hingezogen. Valerian begibt sich zum Kaiser.

### Zweiter Akt
Saal bei Valerian; im Hintergrund ein Ruhelager; Hausaltäre auf beiden Seiten; rechts vorne ein erhöhter Sitz und ein größerer Hausaltar; links der Eingang
Szene 1. Zu Valerians großer Freude hat Cäcilia seiner Werbung nachgegeben. Er feiert dies mit Tiburtius und seinen Freunden, leidet aber unter einem Gewissenskonflikt. Er macht sich wegen Cäcilias Neigung für die Christen Sorgen. Der eifersüchtige Almachius erfährt durch seinen Liktor Maximus von Cäcilias heimlichem Übertritt zum Christentum. Valerian bereut, im Auftrag des Kaisers an der Christenverfolgung teilgenommen zu haben. Almachius ernennt ihn zum Konsul Griechenlands. Er will ihn nach dem Vorbild des biblischen Urija in den Krieg schicken, um ihn zu beseitigen. Cäcilia soll in Rom bleiben, wo Almachius sie „trösten“ will. Tiberius und die Freunde bringen an den Hausaltären Opfergaben für das Brautpaar dar. Cäcilia betet abseits um Kraft. Ein Engel antwortet ihr: „Der Leu, der dich tosenden Wunsches bekriegt, sich bald gleich dem kosenden Lamm an dich schmiegt.“
Szene 2. Nach der Hochzeit freut sich Valerian auf die erste Liebesnacht mit Cäcilia. Als sie ihr Gewand auszieht, steht sie jedoch im härenen Büßerkleid vor ihm. Sie offenbart sich Valerian als „Christi Braut“, hat ewige Jungfräulichkeit geschworen und hofft, dass er „Gottes Streiter“ sein werde. Dann ergreift sie eine Harfe des Amor-Altars, der vom vielen Gebrauch bereits alle Saiten bis auf eine gerissen sind, und führt ihn durch ihr Spiel zum Glauben.
Szene 3. Tiburtius ertappt das Paar beim gemeinsamen Gebet und tritt ebenfalls zum Christentum über.

### Dritter Akt
Saal im Senat; vorne links der erhöhte Sitz des Präfekten; rechts die bewachte Eingangspforte; im Hintergrund die durch einen großen Vorhang abgetrennte Verhörstätte
Szene 1. Almachius verkündet offiziell Valerians Ernennung zum griechischen Konsul. Er soll unverzüglich mit der Flotte abreisen. Valerian entgegnet, dass er jederzeit bereit sei, für den römischen Kaiser zu kämpfen. Für „Henkersknechte“ jedoch tauge sein Schwert nicht. Er sagt sich von seinem alten Götzenglauben los und bekennt sich offen zum „einzigen ewigen Gott“. Almachius und die Senatoren sind empört. Sie fordern, ihn als Verräter den Bestien vorzuwerfen. Valerian betet um die Kraft, für seinen Glauben einzustehen. Da eilt sein Bruder Tiburtius auf ihn zu und umarmt ihn. Auch er bekennt sich zu Christus. Almachius ist bereit, beide zum Tode zu verurteilen. Zuvor jedoch will er wissen, wer sie zu diesem Verrat verführt habe. Er befiehlt, sie zu foltern, bis sie die Namen der Schuldigen nennen und die Götter um Sühne anflehen. Sie werden zur Verhörstätte gebracht.
Szene 2. Um ihrem Gatten beizustehen, fordert Cäcilia Einlass in den Senat. Aus dem Nebenraum ertönen die Rufe der gemarterten Brüder, die ihre Qualen als eine Art Taufe ansehen. Almachius verspricht Cäcilia deren Freiheit, falls sie sich ihm hingibt. Cäcilia weist das empört zurück. Auch sie bekennt sich zu Christus, preist die beiden Männer als Heilige und will sich ihnen anschließen. Almachius lässt die Gefolterten hereinführen, um Cäcilia ihr Schicksal vor Augen zu führen. Sie sollen hingerichtet werden. Cäcilia hingegen soll unter Verlust ihrer Rechte am Leben bleiben. Almachius verbietet ihr, ihren Mann zu bestatten.
Szene 3. Valerian und Tiburtius werden schwer verletzt hereingeführt. Cäcilia begrüßt sie als Helden und künftige Heilige. Die beiden erwarten den Tod mit Fassung. Valerian sorgt sich nur um Cäcilias Schicksal. Priester führen die Männer zur Hinrichtungsstätte.

### Vierter Akt
Eine zur Basilika umgestaltete Halle in Valerians Palast; hinten in der Mitte ein erhöhter Altar mit ewigem Licht und einem großen blumengeschmückten Kreuz; seitlich dahinter eine kleine Tür zum ehemaligen Baderaum; vor dem Altar eine geöffnete Gruft; seitlich vorne die große Eingangstüre zur Halle
Szene 1. Die Christen konnten die Leichen der Märtyrer Valerian und Tiburtius an sich bringen und wollen sie bestatten. Cäcilia spielt Harfe, während die beiden feierlich hereingebracht und am Altar niedergelegt werden. Alle knien zum Gebet nieder.
Szene 2. Da dringt Maximus an der Spitze bewaffneter Krieger in die Halle. Cäcilia bekennt sich schuldig, Almachius’ Gebot gebrochen zu haben, da dies ihre Pflicht gewesen sei. Maximus warnt sie vergeblich vor dem Zorn des Präfekten.
Szene 3. Jetzt erscheint auch Almachius selbst. Cäcilia flieht zum Altar, klammert sich an das Kreuz und betet um himmlischen Beistand. Dann fordert sie Almachius spöttisch auf, sie doch vom Kreuz zu reißen, falls er es vermöge. Er habe doch Pfeile und Feuer. Almachius nimmt sie beim Wort und befiehlt, den Altar zu entzünden. Anschließend verlässt er das Haus.
Szene 4. Almachius’ Leute entzünden Holzscheite am Altar. Cäcilia wird von den Flammen hell erleuchtet, bleibt aber unverletzt und hält weiterhin das Kruzifix umklammert. Sie ergreift ihre Harfe und beschreibt in ihrem Gesang das auf sie wartende Paradies. Die Anwesenden knien vor ihr nieder. Auch Maximus kann sich dem Eindruck nicht entziehen. Ein Engel begleitet Cäcilias „Amen“ mit einem dreimaligen „Heilig“. Das Feuer bricht zusammen. Cäcilia steht noch immer unversehrt wie verklärt am Kreuz. Maximus fällt reuig vor ihr auf die Knie und bekennt sich zum Christentum, bevor er forteilt.
Szene 5. Cäcilia fordert die anwesenden Henker auf, ihres Amtes zu walten, da der Kaiser dies verlange. Sie verlange nur, dass dies in ihrem Baderaum geschehe. Sie spielt erneut auf der Harfe und spricht den Christen Trost zu: Sie werde ihnen ewig nahe sein. Dann zieht sie sich in den Baderaum hinter dem Altar zurück. Die Henker folgen ihr. Die Christen fallen betend auf die Knie. In der Höhe erklingt Glockengeläut. Wenig später tragen die Henker Cäcilias Leiche herein. Die Christen tauchen Ringe und Tücher in ihr Blut.
Szene 6. Als Almachius von der bereits erfolgten Hinrichtung erfährt, zeigt er sich empört, da er noch andere Pläne mit Cäcilia hatte. Er verflucht die Henker. Diese jedoch verweisen auf seinen eigenen Befehl. Almachius wird von seinen Gefühlen überwältigt. Er redet irre und scheint bereits die Glut der Hölle zu spüren. Da trifft ein Bote ein. Er meldet den Tod des Kaisers und ergänzt, dass der neue Kaiser den Christen wohlgesonnen sei und von ihren Verfolgern Rechenschaft fordere. Almachius bricht sterbend vor Cäcilias Leiche zusammen. Mit seinen letzten Worten fleht er sie an: „Heil’ge Cäcilia, bitt’ für mich!“ Die Harfe in ihren Armen beginnt sanft zu spielen. Erneut erklingen Glocken. Die Decke der Halle öffnet sich, und Cäcilias Verklärung beginnt. Der Engel verheißt der Menschheit Frieden. Die Anwesenden nehmen sich vor, Cäcilias „Heilsvermächtnis“ in der Erinnerung zu behalten.

## Gestaltung
Eine große Bedeutung in dieser Oper haben die Chöre. Ihr Einsatz übertrifft sogar Choropern wie Wagners Lohengrin und Parsifal, Modest Mussorgskis Boris Godunow und Chowanschtschina oder Olivier Messiaens Saint François d’Assise. Peter P. Pachl bezeichnete Die heilige Cäcilia daher als die „größte Choroper des 20. Jahrhunderts“.
Das groß besetzte Orchester der Oper benötigt dreifache Holzbläser, acht Hörner, drei Cornets á Piston, drei Posaunen, vier Tuben, Basstuba, bis zu vierfach geteilte Streicher und Schlagwerk.
Die Musiksprache steht zwischen der Spätromantik und der Moderne. Sie ist oft chromatisch geprägt und erinnert weniger an Richard Wagner als an die Diatonik und den kontrapunktischen Orchestersatz von Engelbert Humperdinck. Das Duett, in dem Cäcilia ihren Geliebten Valerian zum Christentum bekehrt, hat geradezu „‚Tristan‘-Dimensionen“. Cäcilias Jubel über die Heiligkeit der gefolterten Brüder zeichnet sich durch ungewöhnliche Sprünge und Harmonik aus.
In dieser Oper verband Urspruch den von ihm erforschten gregorianischen Choral mit dem jüdischen Synagogalgesang. Letzteren übertrug er auf die Harfenmusik der Titelfigur, die als „unendliches, sphärisches Klanggebilde“ beschrieben wurde. Ihm folgen ein langer Trostchor und ein reuevoller, „in Wagners ‚Götterdämmerung‘-Farben glühender“ Monolog ihres Nachstellers Almachius.

## Werkgeschichte
Die heilige Cäcilia ist nach der 1888 in Frankfurt gespielten Shakespeare-Oper Der Sturm und der 1897 in Karlsruhe uraufgeführten Oper Das Unmöglichste von Allem die dritte Oper des Komponisten Anton Urspruch, eines Schülers und Freundes von Franz Liszt. Wie bei der letzteren verfasste er das Libretto selbst. Der Inhalt hat eine Parallele in Urspruchs Biografie: Seine Mutter Anna Elisabeth war die Tochter eines jüdischen Kantors und zum protestantischen Glauben übergetreten. Die Arbeit an dem Werk begann er um das Jahr 1900. An der Partitur arbeitete er bis unmittelbar vor seinem Tod am 11. Januar 1907, konnte sie aber nicht mehr fertigstellen. Nur der erste Teil existiert als vollständige Partitur. Der Rest ist als Particell überliefert. Zusammen mit dem befreundeten Chorleiter Siegfried Ochs dachte Urspruch noch über eine oratorische Aufführung des ersten Akts in der Berliner Philharmonie nach, die allerdings nicht mehr realisiert werden konnte.
Anfang des 21. Jahrhunderts setzte sich der Musikwissenschaftler, Regisseur und Publizist Peter P. Pachl für das Werk ein. Nach der von ihm inspirierten Aufführung von Urspruchs Oper Das Unmöglichste von Allem 2011 beschäftigte er sich über einen Zeitraum von zehn Jahren mit den Vorbereitungen für eine Produktion der Cäcilia. 2017 vervollständigte der Düsseldorfer Musiker Ulrich Leykam die Instrumentierung und machte die Oper aufführungsreif. Ausschnitte dieser Fassung wurden am 21. November 2018 in einer halbszenischen Einrichtung von Peter P. Pachl in der Musikhochschule Münster mit den Solisten Rebecca Broberg (Sopran) und Hans-Georg Priese (Tenor) sowie Studierenden der Oratorienklasse und dem Orchester der Musikhochschule in Anwesenheit von Veronica Kircher, der Enkelin des Komponisten, der Öffentlichkeit vorgestellt.
Am 17. Januar 2020 gab es eine Präsentation einer Teilfassung der Oper im Conservatorio di Musica „Santa Cecilia“ in Rom. Die Inszenierung stammte erneut von Peter P. Pachl, das Bühnenbild von Robert Pflanz. Die Orchesterklänge realisierte Leykam in Form eines „digitalen Orchesters“ mit Hilfe der Software Sibelius. Es sangen Rebecca Broberg (Cäcilia), Hans-Georg Priese (Valerian), Reuben Scott (Almachius, Tiburtius und Maximus) und Moe Iwasaki (Engel). Außerdem wirkten Studenten der Klasse von Emanuela Salucci (Chor) und die Tanzgruppe der Accademia Nazionale di Danza mit. Es handelte sich um eine Produktion des von Pachl begründeten Pianopianissimo-Musiktheaters. Ein Video wurde auf YouTube bereitgestellt.
Die Vorbereitungen für die eigentliche szenische Uraufführung wurden durch die Maßnahmen gegen die COVID-19-Pandemie stark beeinträchtigt. Ursprünglich sollten drei große Chöre an den Aufführungen teilnehmen. Außerdem waren 18 Solisten, 10 bis 12 Tänzer und ein Orchester von ungefähr 87 Musikern vorgesehen. Dies war nun nicht mehr möglich, und so beschränkte man sich neben elf Solisten auf einen kleinen Projektchor aus zwölf Personen unter der Leitung von Dominikus Burghardt sowie Leykams „Bayreuth Digital Orchestra“. Wenige Tage vor der Uraufführung verstarb zudem der Regisseur Pachl nach kurzer Krankheit. Sein Assistent Chang Tang übernahm die Regie. Er musste für die geänderten Bedingungen in kurzer Zeit ein neues Konzept erstellen. In der Inszenierung kam eine Fülle von Videoprojektion und Bildern einschließlich historischem Material aus Buchenwald zum Einsatz, wodurch die römische Christenverfolgung mit dem Holocaust in Verbindung gebracht wurde.
Die Uraufführung der vollständigen Oper fand am 21. November 2021 in der Gebläsehalle der Henrichshütte in Hattingen statt. Es gab drei Vorstellungen mit einer Festaufführung am Gedenktag der heiligen Cäcilia, dem 22. November. Die Hauptrollen sangen Rebecca Broberg (Cäcilia), Marco Antonio Lozano (Valerian, kurzfristig eingesprungen), Uli Bützer (Almachius) und Reuben Scott (Tiburtius). Die weiteren Partien übernahmen Axel Wolloscheck (Bariton), Robert Fendl (Bass), Eetu Joukainen (Tenor), Rafaela Fernandez (Sopran), Marie-Luise Reinhardt (Mezzosopran) und Di Guan (Bass). Die musikalische Gesamtleitung hatte wieder Ulrich Leykam. Robert Pflanz war für die Bühne und die Videos zuständig, Christian Bruns für die Kostüme und Felix Lehmann für das Lichtdesign. Die Produktion geschah in Kooperation mit dem Bundesministerium des Innern und für Heimat, dem Verein „321–2021: 1700 Jahre jüdisches Leben in Deutschland“ (2021JLID) und der Anton-Urspruch-Gesellschaft.

## Aufnahmen
- 17. Januar 2020 – Ulrich Leykam (Dirigent), Peter P. Pachl (Regie), Robert Pflanz (Bühnenbild), digitales Orchester, Studenten der Klasse von Emanuela Salucci (Chor), Tanzgruppe der Accademia Nazionale di Danza.
 Rebecca Broberg (Cäcilia), Hans-Georg Priese (Valerian), Reuben Scott (Almachius, Tiburtius und Maximus), Moe Iwasaki (Engel).
 Video der Kurzfassung; live aus dem Conservatorio di Musica „Santa Cecilia“ in Rom; Produktion des Pianopianissimo-Musiktheaters.
 Video auf YouTube.[10]